# Miracatu
Miracatu est une municipalité brésilienne de l'État de São Paulo et la Microrégion de Registro.